# Barbara Elisabeth van Houten
Barbara Elisabeth van Houten (Groningen, 8 de abril de 1863 – La Haya, 27 de mayo de 1950) fue una pintora neerlandesa.

## Biografía
Acudió a la Escuela del Louvre en París antes de terminarr sus estudios bajo August Allebé en el Rijksacademie voor Beeldende Kunsten en Ámsterdam.
Era la sobrina de Sina Mesdag-van Houten quién le aconsejó en sus estudios.
Además de las pinturas al óleo es conocida por sus grabados y fue miembro del grupo neerlandés Etcher Club (1885-1896).
Dos de sus aguafuertes Two seated girls y Tulips estuvieron incluidos en la Exposición Mundial Colombina de Chicago de 1893.
Su pintura Girl in a Chair estuvo incluida en 1905 en el libro Women Painters of the World.